# Uintatheriidae
Los uintatéridos (Uintatheriidae) son una familia extinta de mamíferos del también desaparecido orden Dinocerata. Los uintatéridos se extinguieron hace unos 37 millones de años sin dejar descendencia, a causa del cambio climático y de la competencia con perisodáctilos como los brontoterios y los rinocerontes.
El género más conocido y que da nombre a la familia es Uintatherium; Eobasileus era un género cercano pero distinto; Dinoceras se caracterizaba por la ausencia de cuernos.

## Características
Estos animales eran parecidos a los paquidermos actuales, tanto en el tamaño como en la forma, a pesar de no estar relacionados. Fueron animales pesados con patas columnares y alcanzaron gran tamaño. Tenían una constitución robusta, grandes dientes caninos y dientes posteriores con cúspides. Los uintatheriidae eran unos de los mamíferos con un cerebro más pequeño. El peso del cráneo era mitigado por numerosos senos nasales situados en las paredes del cráneo, al igual que en los elefantes.
A diferencia de lo que pueden hacer pensar sus largos dientes caninos superiores, similares a las de los dientes de sable, se trataba de animales herbívoros que se alimentaban de hojas, arbustos y hierba.

## Historia
Othniel Charles Marsh exploró la zona de Fort Bridger, y presentó a finales de 1872 informes sobre cuatro especies diferentes: Dinoceras mirabilis, Dinoceras lacustris, Tinoceras anceps y Tinoceras grandis. Por su parte, Cope hizo público su descubrimiento de Loxolophodon cornutus, que posteriormente renombró como Eobasileus cornutus.
Durante 1873, Leidy pudo examinar y hacer un informe sobre Eobasileus, Dinoceras y Tinoceras. Mientras que llegó a la conclusión de que Eobasileus era un género cercano pero distinto a los uintaterios, también descubrió que tanto Dinoceras de Marsh como su propio Uintamastix eran en realidad ejemplares de uintaterio. También sospechó que Tinoceras era el mismo animal, pero no lo pudo determinar con certeza. Más adelante se acabó revelando que la mayoría de especies de dinoceratos descritas por Marsh pertenecían al género Uintatherium.

## Filogenia
La relación de los uintatéridos y de los dinoceratos en general, con el resto de mamíferos es discutida. Eran ungulados, cosa que los definiría como laurasiaterios. 
La ausencia de ancestros pudiera deberse a que los dinocerados procedieran de una colonización temprana de  meridiungulados (Meridiungulata, "ungulados meridionales". Un superorden extinto, pero muy numeroso en aquella época y con una gran diversidad de mamíferos placentarios originarios de Sudamérica, donde evolucionaron independientemente en dicha isla-continente.
Otra opción diferente, que sin embargo continuaría significando que los uintaterios eran laurasinterios, es que estaban relacionados con los pantodontes y tilodontes. Estos formaban parte del orden de los cimolestos, posiblemente un clado hermano de los perisodáctilos. Los pantodontes, que tenían el cerebro más pequeño de todos los mamíferos en relación con el peso total del cuerpo, compartían características morfológicas con los uintaterios. Si esta teoría fuese cierta los uintaterios estarían relacionados con los carnívoros y los pangolines de hoy en día.
Debido a que todavía no se ha podido extraer material genético de fósiles tan antiguos, no se han realizado los análisis moleculares de ADN para intentar comprender su filiación taxonómica exacta.

## Géneros
- Prodinoceras
- Bathyopsis
- Uintatherium (tipo)
- Tetheopsis
- Eobasileus
- Gobiatherium